# Esmeralda (Bolivia)
Esmeralda es una localidad y municipio de Bolivia, ubicado en la provincia del Litoral del departamento de Oruro.
La sección municipal fue creada por Ley de 20 de noviembre de 1968, durante la presidencia de René Barrientos Ortuño.

## Demografía
De acuerdo con el censo boliviano de 2024, la población del municipio de Esmeralda es de 3 883 habitantes.
La población del municipio aumentó varias veces entre 1992 y 2024:
| Año  | Habitantes (municipio) | Habitantes (localidad) | Fuente |
| ---- | ---------------------- | ---------------------- | ------ |
| 1992 | 376                    | -                      | Censo  |
| 2001 | 952                    | 119                    | Censo  |
| 2012 | 2 702                  | 231                    | Censo  |
| 2024 | 3 883                  |                        | Censo  |

## Transporte
Esmeralda se ubica a una distancia de 168 kilómetros por carretera al suroeste de Oruro, capital del departamento homónimo.
Desde Oruro, la carretera de tierra Ruta 12 pasa por Toledo, Ancaravi y Huachacalla hasta Esmeralda. El camino continúa por Sabaya hasta Pisiga en la frontera con Chile.